# Pšeničné pole s vránami
Pšeničné pole s vránami (nizozemsky Korenveld met kraaien) je obraz nizozemské malíře Vincenta van Gogha namalovaný v červenci 1890. Několik kritiků jej považuje jako jedno z jeho nejlepších děl.
Běžně se uvádí, že se jedná o van Goghův poslední obraz, protože životopisný film Vincenta Minnelliho Žízeň po životě (1956) zobrazuje van Gogha, jak jej maluje krátce před sebevraždou. Ve skutečnosti byl jeho posledním obrazem obraz Kořeny stromů. Důkazy z jeho dopisů naznačují, že Pšeničné pole s vránami bylo dokončeno kolem 10. července a předchází tak obrazům jako Radnice v Auvers a Daubignyho zahrada. Jan Hulsker navíc napsal, že obraz Pole se stohy pšenice (F771) musí být pozdějším obrazem.